# 이쿠이나 아키코
이쿠이나 아키코(일본어: 生稲 晃子, 1968년 4월 28일 ~ )는 일본의 정치인이다. 

## 상세
정치에 입문하기 전에는 오냥코클럽의 일원 중 하나로서, J-pop 아이돌으로 활동하였던 특이한 경력을 갖고 있다. 하기우다 고이치가 정치에 입문하는 것을 도왔으며, 자유민주당 소속의 참의원 의원(초선)이며, 2022년 제26회 일본 참의원 의원 통상선거에서 도쿄도 선거구에서 당선되었다. 현재 참의원의 보건, 복지 및 노동 위원회, 소비자 문제 특별위원회, 외교안보 연구위원회에 소속되어 활동하고 있다. 2024년 11월 14일에 일본 내각 외무성의 정무관(차관급)으로 임명되었으며, 이는 정치자금 파티 수입 뒷돈 문제에 따라서 자유민주당 내 무파벌 인물을 주요 기용한 것에서 비롯되었다.
2024년에는 사도 금광 추모식에 일본국 정부의 대표로 참석하는 과정에서 논란이 된 인물이기도 하다. 과거 2022년에 본인이 야스쿠니 신사에 참배한 사실이 알려지며. 야스쿠니 신사 참배 경력이 있는 인물이 일제강점기 및 태평양 전쟁에서 강제노역을 한 조선인 노동자들을 추모하는 것이 과연 타당한지에 대해 한국의 반발을 샀다. 한일 관계 간 마찰이 일기도 하였다. 결국 한국의 불참과는 별개로 추모식에 일본 정부를 대표하여 참가하였다. 신사 참배 논란이 일자, 이를 최초로 보도한 교도 통신사는 그 보도가 오보라고 정정하며 유감을 표명하였으며, 다시 한국의 탓으로 돌렸다.

## 역대 선거 결과
| 선거명   | 직책명      | 대수 | 선거구        | 정당       | 득표율 | 득표수    | 결과 | 당락 |
| -------- | ----------- | ---- | ------------- | ---------- | ------ | --------- | ---- | ---- |
| 통상선거 | 참의원 의원 | 제26 | 도쿄도 선거구 | 자유민주당 | 9.84%  | 619,792표 | 5위  | 당선 |